# Sol Para Poucos
Sol Para Poucos é um filme brasileiro de curta metragem dirigido por Raul Pessoa e Henrique Beraldi.

## Enredo
Uma família formada por quatro pessoas. Todas com características distintas. Diferenças de ideais, sonhos e ambições. Mauro, Rico, Amélia e Helena são protagonistas de uma história com uma carga dramática elevada. Assim é Sol Para Poucos, a trajetória de Helena, uma garota que busca seus sonhos e sofre com as dificuldades que encontra em seu caminho.

## Elenco
| Ator/Atriz        | Personagem       |
| ----------------- | ---------------- |
| Bruna Anauate     | Helena           |
| Kiko Pissolato    | Rico             |
| Adriana Guimarães | Amélia           |
| Val Mataverni     | Mauro            |
| Giovanna Grigio   | Helena (criança) |
| Romeu Bart        | Rico (criança)   |